# Zuidwest-Mandarijn
Het Zuidwest-Mandarijn is een van de acht varianten van het Mandarijn. Het wordt door 200 miljoen mensen gesproken, wat betekent dat een zesde van de Mandarijnssprekenden deze variant spreekt.
De variant wordt meestal gesproken in de steden: Kunming 昆明, Guiyang 贵阳, Chengdu 成都, Enshi 恩施, Yicang 宜昌, Jingzhou 荆州, Wuhan 武汉, Changde 常德, Guilin 桂林.
- Sino-Tibetaanse talen
  - Chinese talen
    - Mandarijn
      - Zuidwest-Mandarijn

## Taalgebied
Deze variant van het Mandarijn wordt gesproken in de volgende provincies:
- Yunnan 云南
- Guizhou 贵州
- Sichuan 四川
- Chongqing 重庆
- Hubei 湖北
- De noordwestelijke delen van Hunan 湖南西北部地区
- Guangxi 广西
- Shaanxi 陕西
- Gansu 甘肃